# 宮崎職業能力開発促進センター延岡訓練センター
宮崎職業能力開発促進センター延岡訓練センター（みやざきしょくぎょうのうりょくかいはつそくしんセンターのべおかくんれんセンター）は、宮崎県延岡市にある職業能力開発促進センター。愛称は「ポリテクセンター延岡」。独立行政法人高齢・障害・求職者雇用支援機構が設置・運営する。

## 沿革
- 1969年（昭和44年） - 雇用促進事業団延岡総合高等職業訓練所が開所。
- 1986年（昭和61年） - 延岡技能開発センターに改称される。
- 1993年（平成5年） - 延岡職業能力開発促進センターに改称される。
- 1999年（平成11年） - 雇用促進事業団が廃止され、「雇用・能力開発機構」が設置される。その出先機関となる。
- 2004年（平成16年）- 雇用・能力開発機構が廃止され、独立行政法人雇用・能力開発機構が設置される。その出先機関となる。
- 2011年（平成23年）10月1日 - 独立行政法人雇用・能力開発機構が廃止され、独立行政法人高齢・障害・求職者雇用支援機構に移管される。その出先機関となる。
- 2015年（平成27年）4月1日 - 宮崎職業能力開発促進センター延岡訓練センターに改称される。

## 所在地
宮崎県延岡市土々呂町6丁目3028。

## 交通機関
- 宮崎交通 : 櫛津停留所。
- JR九州 : 日豊本線土々呂駅。

## 業務の概要
- 離転職者および在職労働者に対する各種職業支援。
- 従業員の職業能力開発を行う事業主などに対する施設・設備の開放ならびに相談・援助。